# Amblyraja robertsi
Amblyraja robertsi és una espècie de peix de la família dels raids i de l'ordre dels raïformes.

## Morfologia
- Els mascles poden assolir 77 cm de longitud total.[1][2]

## Reproducció
És ovípar i les femelles ponen càpsules d'ous, les quals presenten com unes banyes a la closca.

## Hàbitat
És un peix marí i d'aigües profundes (34°S-34°S) que viu fins als 1.350 m de fondària.

## Distribució geogràfica
Es troba a l'oceà Atlàntic sud-oriental: davant les costes de Ciutat del Cap (Sud-àfrica).

## Observacions
És inofensiu per als humans.